# Arkadiusz Rusin
Arkadiusz Rusin (ur. 5 stycznia 1977) – polski trener koszykarski, trener kadry Polska kobiet w latach 2017-2019. Obecnie szkoleniowiec zespołu Ślęzy Wrocław oraz asystent trenera w  Reprezentacji Czarnogóry w koszykówce kobiet.
29 września 2017 został trenerem kadry Polski kobiet.

## Osiągnięcia trenerskie
Stan na 8 marca 2024, na podstawie, o ile nie zaznaczono inaczej.

### Koszykówka kobiet
Drużynowe
- Mistrzostwo Polski (2013^, 2017)
- Wicemistrzostwo Polski (2011^, 2012)
- Brąz mistrzostw Polski (2007^, 2015, 2016^)
- Puchar Polski (2013^)
- Finał pucharu Polski (2010^, 2016^, 2017)
- Uczestnik rozgrywek Euroligi (2011/12, 2012–2014^)
- Złoty medal Igrzysk Małych Państw Europy z reprezentacją Czarnogóry (2023^)[4]

Indywidualne
- Trener Roku BLK/OBLK (2017, 2024)[5][6]

^ – jako asystent trenera